# بادخورک بیتس
بادخورک بیتس (نام علمی: Apus batesi) نام یک گونه از سرده بادخورک‌ها است.